# Schloss Ruegers

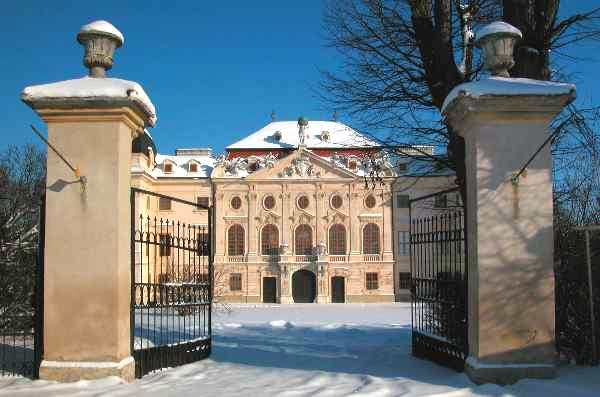
Schloss Riegersburg

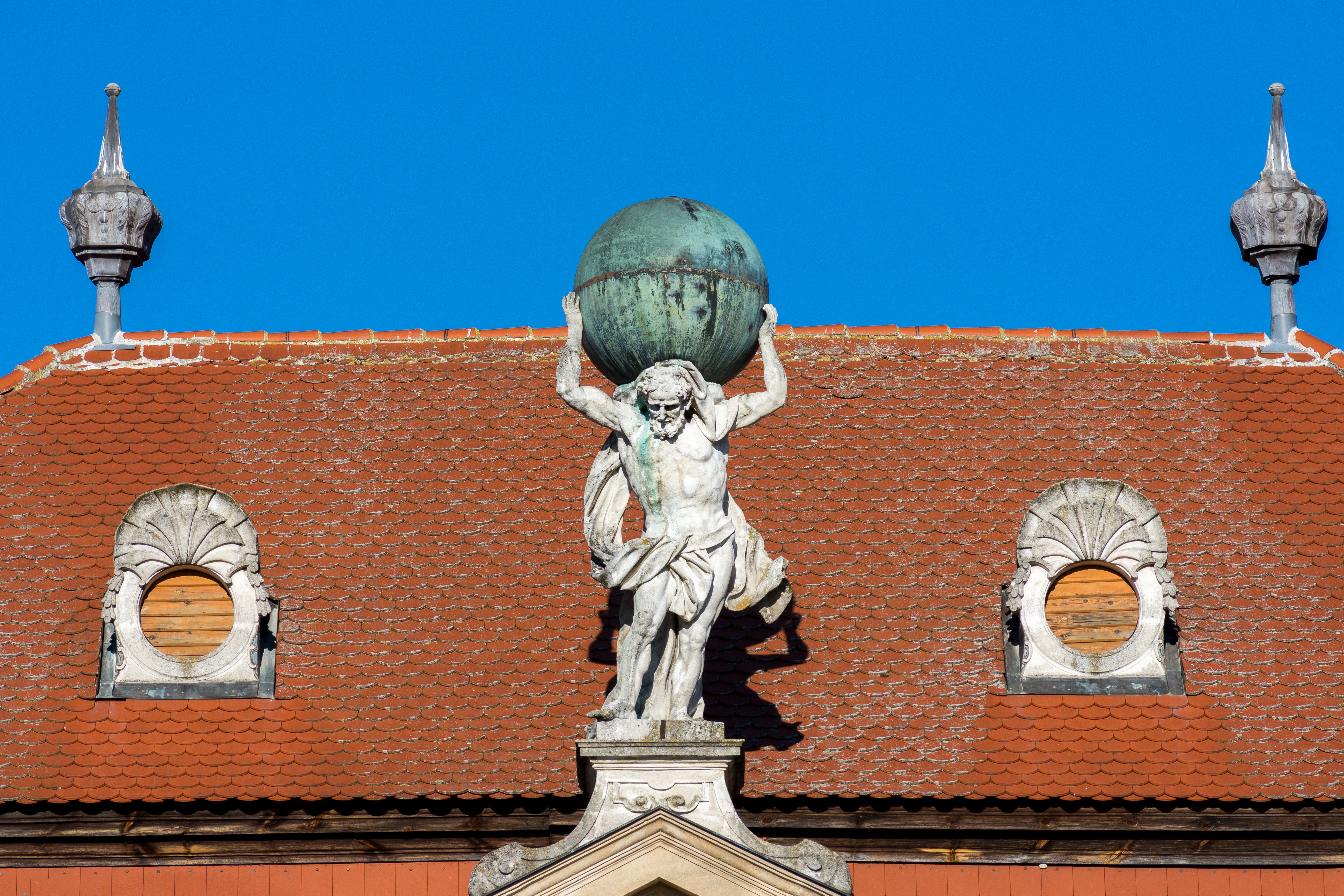
Atlas-Statue als Giebelschmuck

Das Schloss Riegersburg bzw. seit 2017 Schloss Ruegers ist ein Schloss im Ort Riegersburg bei Hardegg an der Grenze zur Tschechien. Riegersburg ist der westlichste Ort im niederösterreichischen Bezirk Hollabrunn. Benachbarte Burgen bzw. Schlösser sind die Burg Hardegg, die Ruine Kaja, Schloss Niederfladnitz und Schloss Fronsburg und in Tschechien Schloss Vranov nad Dyjí.

## Name
Der Name „Riegersburg“ leitet sich höchstwahrscheinlich von dem erwähnten Rueger ab. Ein ähnlicher Name scheint zu dieser Zeit auch im Zusammenhang mit der Ruine Neudegg bei Pulkau auf. Ob es hier eine Verbindung gibt, ist nicht bekannt.
2017 änderte der Burgherr Octavian Pilati den Namen des Schlosses auf Ruegers.

## Geschichte

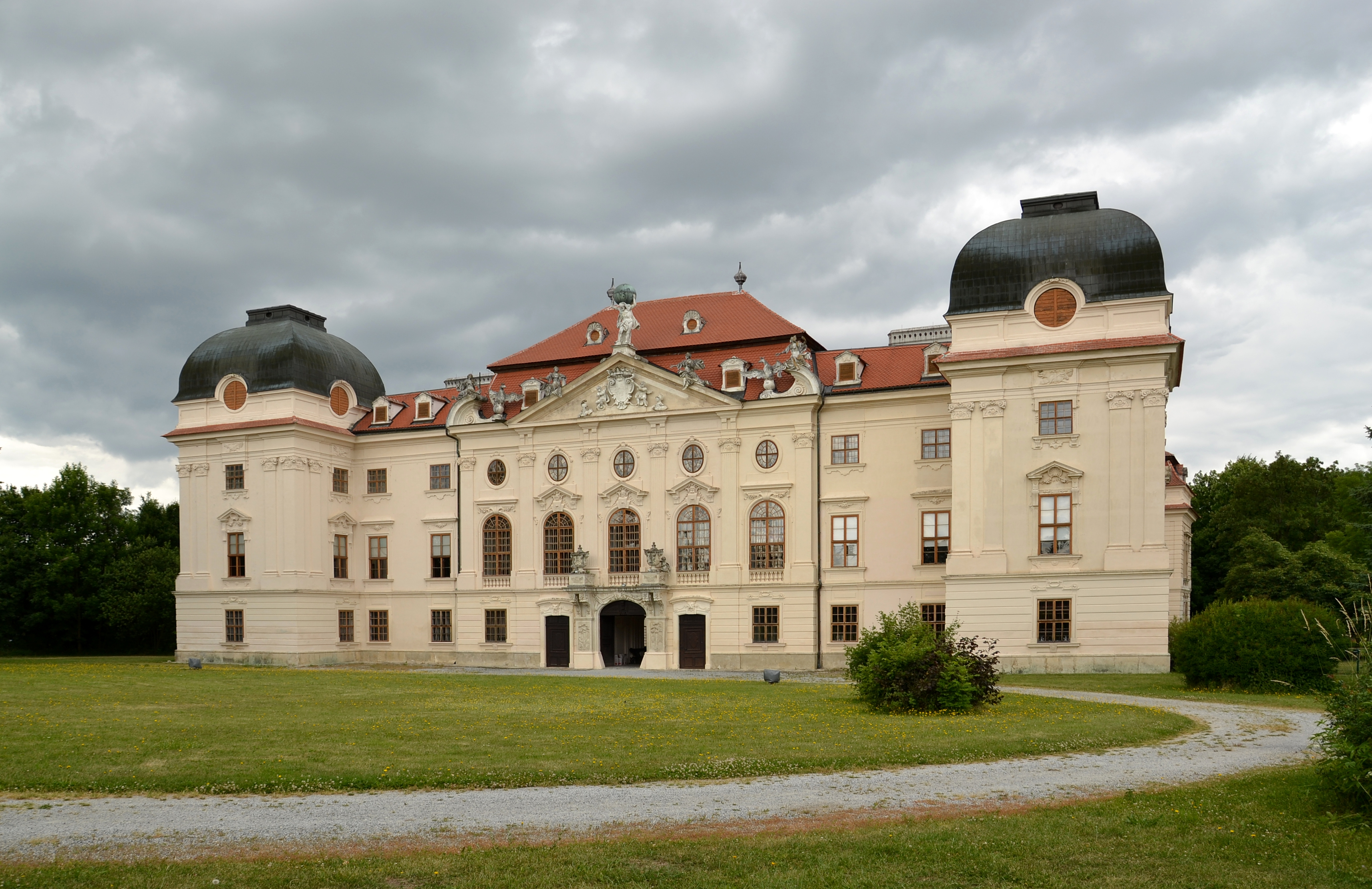
Schloss Riegersburg

Über die erstmalige Erwähnung von Riegersburg im Grenzbereich von Wein- und Waldviertel (Niederösterreich) gibt es – je nach Quelle – unterschiedliche Angaben: Die älteste Erwähnung stammt aus dem Jahr 1212 (Besitz der Grafen Hardegg bzw. Gefolgsleuten), eine andere Quelle nennt das Jahr 1390 (eine Burg Ruegers wird genannt) und auf der Homepage von Schloss Riegersburg scheinen im Zusammenhang mit der Erstnennung 1427 noch einmal die Grafen von Hardegg auf.

### 16./17. Jahrhundert
1568 erwarb Sigmund Graf von Hardegg die Burg von den Eyczingern, in deren Besitz sie sich seit 1441 befand. Anstelle der verfallenen Burg ließ er ein Wasserschloss errichteten und richtete hier seinen Verwaltungssitz für die Grafschaft Hardegg, aber auch den Wohnsitz ein.
Sein Sohn Johann Wilhelm von Hardegg machte sich, nachdem er die Nachfolge angetreten hatte, daran, verschuldete Herrschaften aufzukaufen und geriet dadurch selbst in eine schwere Finanzkrise. Nach seinem Tod 1635 wurde über seinen Nachlass der Konkurs eröffnet. Sein Erbe Julius von Hardegg übernahm die Schulden und verkaufte, um diese zurückzahlen zu können, 1656 die Grafschaften Riegersburg und Hardegg.

### 18. Jahrhundert
Käufer waren die Grafen von Saint Julien-Wallsee, die ihrerseits am 1. August 1730 die Grafschaft Hardegg sowie die Herrschaften Riegersburg, Prutzendorf und Ober- und Untermixnitz samt allen Zugehörigkeiten an den 1725 zum Reichsgrafen erhobenen Sigmund Friedrich von Khevenhüller verkauften.
Wenige Tage später machte sich der Käufer gemeinsam mit seinem Sohn Johann Joseph Khevenhüller-Metsch, der den Kaufvertrag mitunterschrieben hatte, auf den Weg nach Riegersburg, wo er ein ramponiertes und höchstwahrscheinlich sogar unbewohnbares Bauwerk vorfand.
In mehreren Phasen wurde zwischen 1730 und 1780 nach Plänen von Franz Anton Pilgram, einem Schüler von Johann Lucas von Hildebrandt das Schloss in seiner heutigen Form errichtet.
Die im Nordtrakt des Schlosses liegende Kapelle wurde 1755 geweiht.

### 20. Jahrhundert
Im Jahr 1945 wurden erst einige Heimatvertriebene aus dem benachbarten Südmähren im Schloss untergebracht, dann bezog die sowjetische Besatzungsmacht hier Quartier.
Nach deren Abzug im Jahr 1955 war von der Originaleinrichtung nicht mehr viel übrig. Nur in der heute noch funktionstüchtigen Herrschaftsküche hinterließen sie einen neu gesetzten Küchenherd.
Für die im Jahr 1993 stattfindende Niederösterreichische Landesausstellung unter dem Motto „Familie – Ideal und Realität“ wurde das Schloss teilweise renoviert.

### 21. Jahrhundert
Aus Anlass des 200. Todestages von Friedrich Schiller wurde 2005 sein Stück Kabale und Liebe von Leander Haußmann für das Fernsehen verfilmt. Neben Schloss Riegersburg waren unter anderem noch die Schlösser Karlslust bei Niederfladnitz, Schrattenthal, Greillenstein und Hagenberg in Loosdorf Drehorte.
In den Jahren 2003 bis 2016 war Barockschloss Riegersburg Schauplatz zahlreicher Kunstausstellungen (2003 - Praefiguration, 2004 - Vom Surrealismus zur Moderne, 2005 - Expressionismus, 2006 - Eine Welt aus Glas., 2007 - Hautnah - der Stoff zum Träumen, 2008 - Auf Amor's Flügeln, 2009 - Kunst zur Zeit des Kalten Krieges, 2010 - Die Macht der Phantasie, 2011 - L'Ange Exquis, 2012 - IMAGO – Phantastic Art, 2013 - Dollar, Schätze und Kunst, 2014 - Zauber der Landschaft, 2015 - Einfach Phantastisch, 2016 - Blickpunkt Abstrakt) kuratiert unter anderem von Gräfin Francesca Pilati von Thassul zu Daxberg, Dr. Cornelia Mensdorff-Pouilly und Mag. Hanno Karlhuber und mit Beteiligung namhafter Künstler wie Ernst Fuchs, Arik Brauer, Lubo Kristek.
Später gehörte das Schloss und der dazugehörige Besitz, einschließlich der Burg Hardegg, durch Erbgang den Grafen Pilati von Thassul zu Daxberg. 2021 wurde das Schloss von dem Künstler Gottfried Helnwein und dem Immobilienunternehmer Klemens Hallmann erworben.